# Юксгайм
Юксгайм (нім. Üxheim) — громада в Німеччині, розташована в землі Рейнланд-Пфальц. Входить до складу району Вульканайфель. Складова частина об'єднання громад Гіллесгайм.
Площа — 30,98 км2. Населення становить 1314 ос. (станом на 31 грудня 2020).

## Галерея

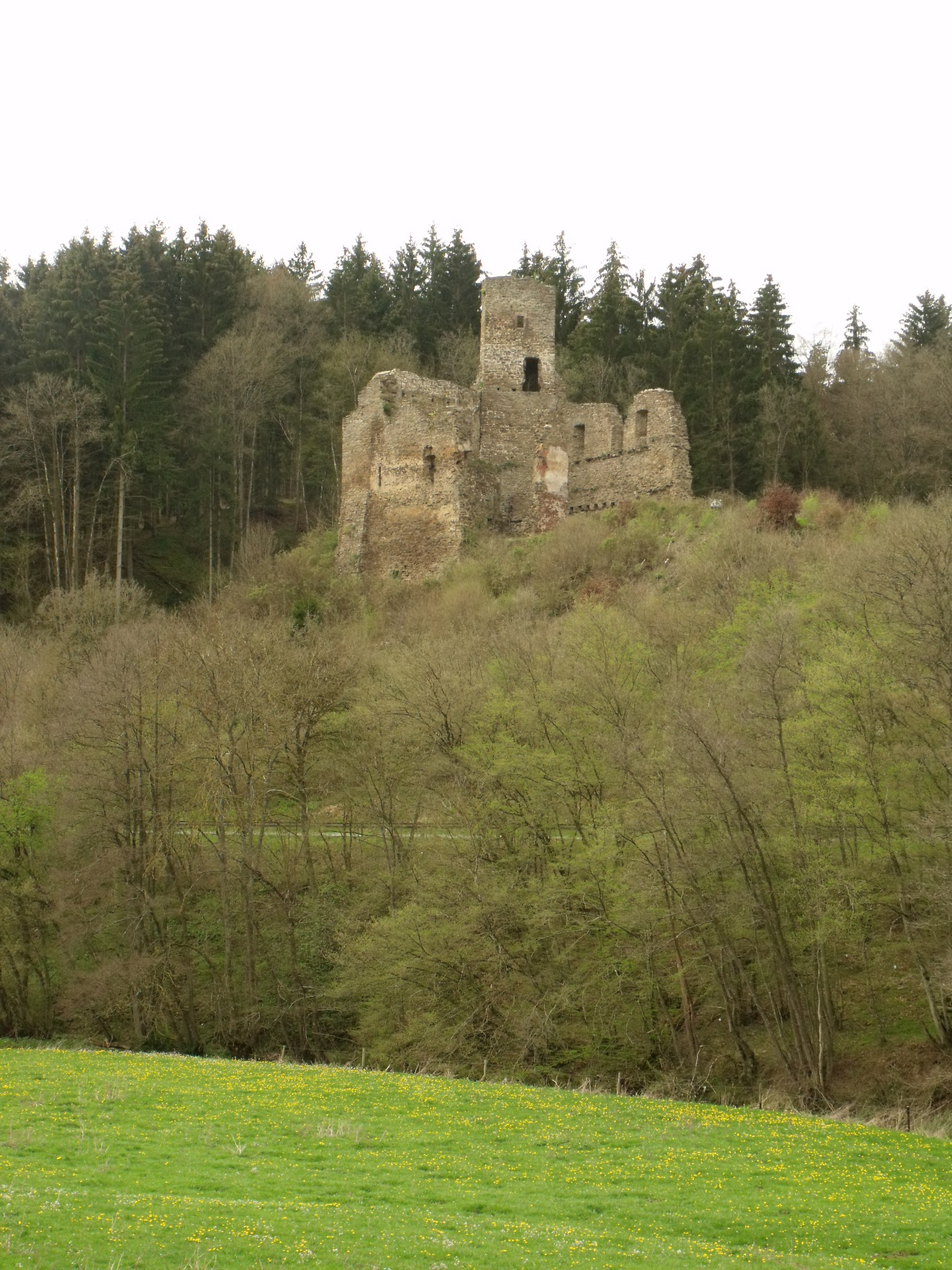
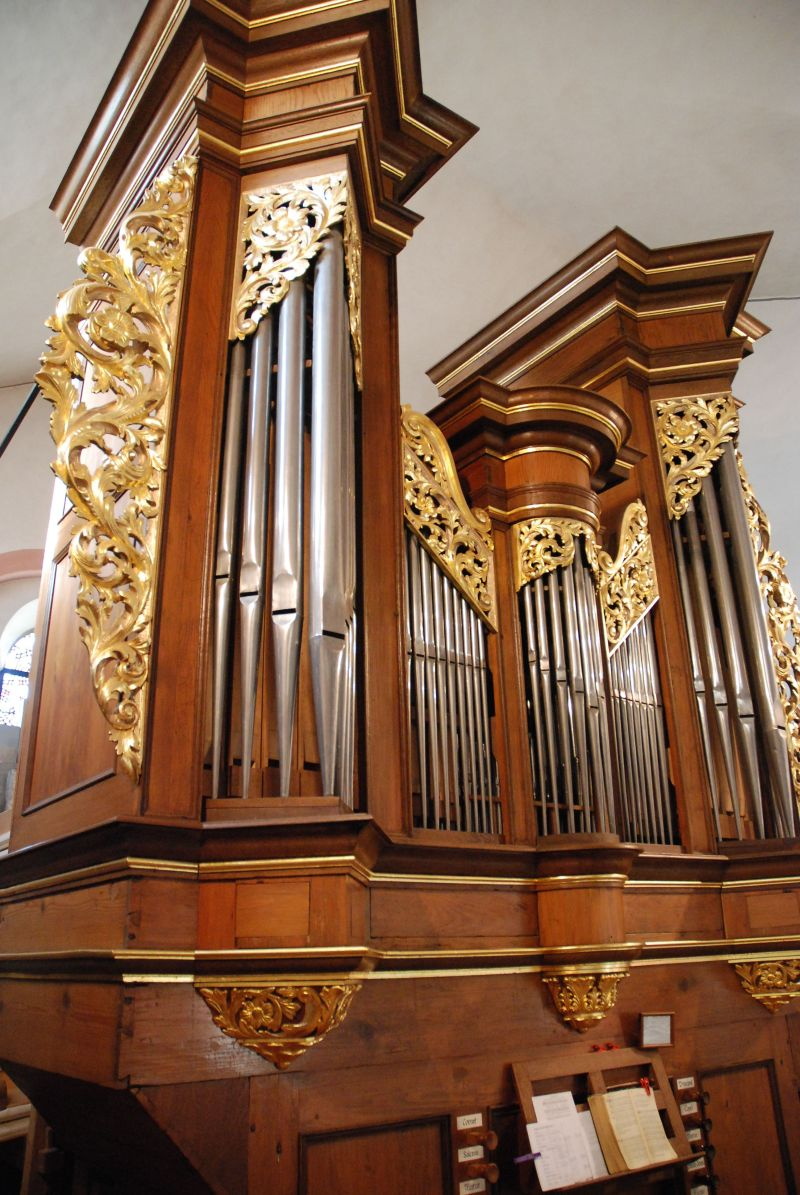
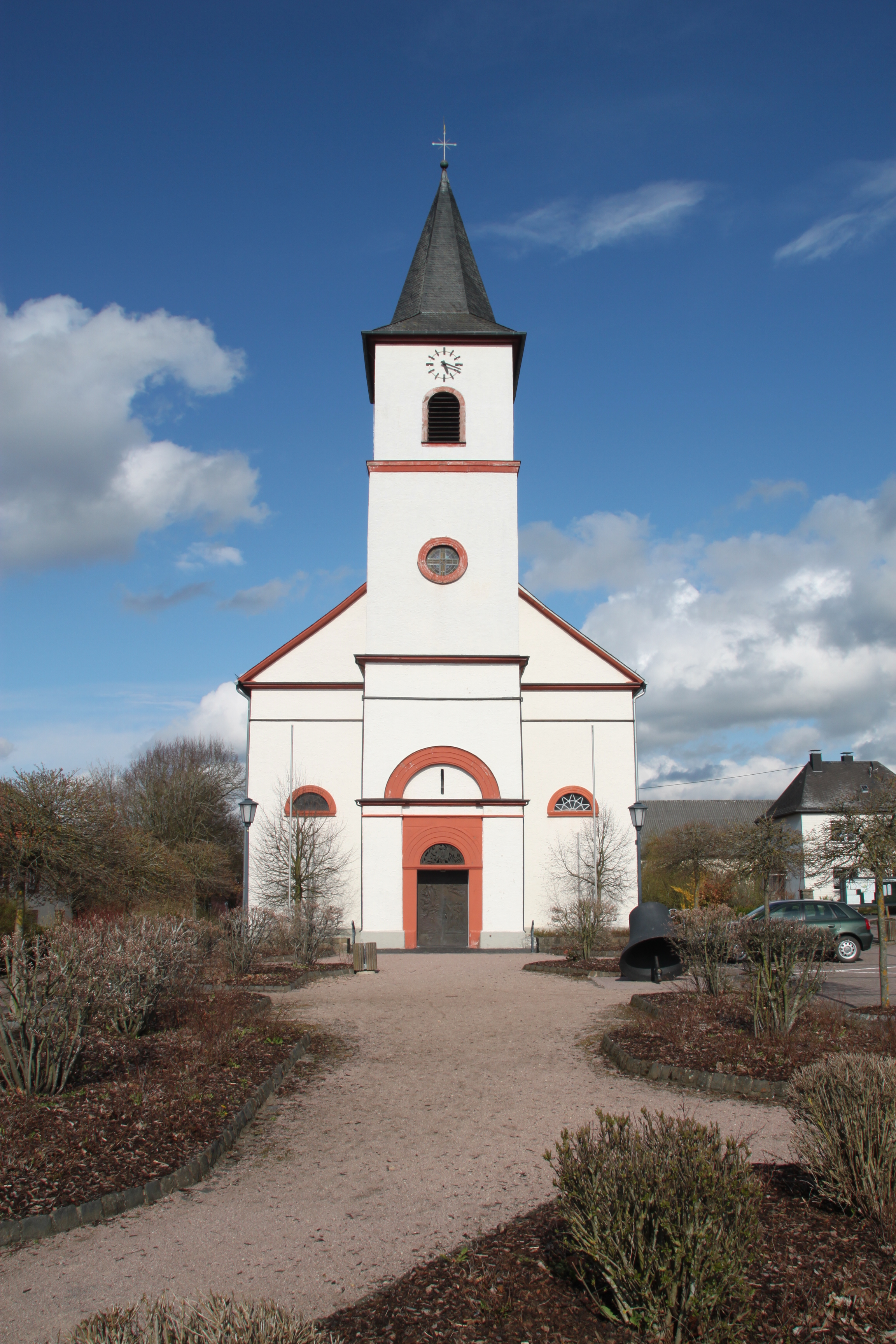
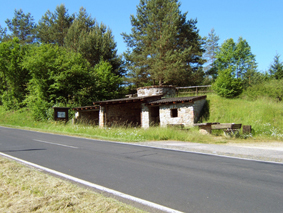
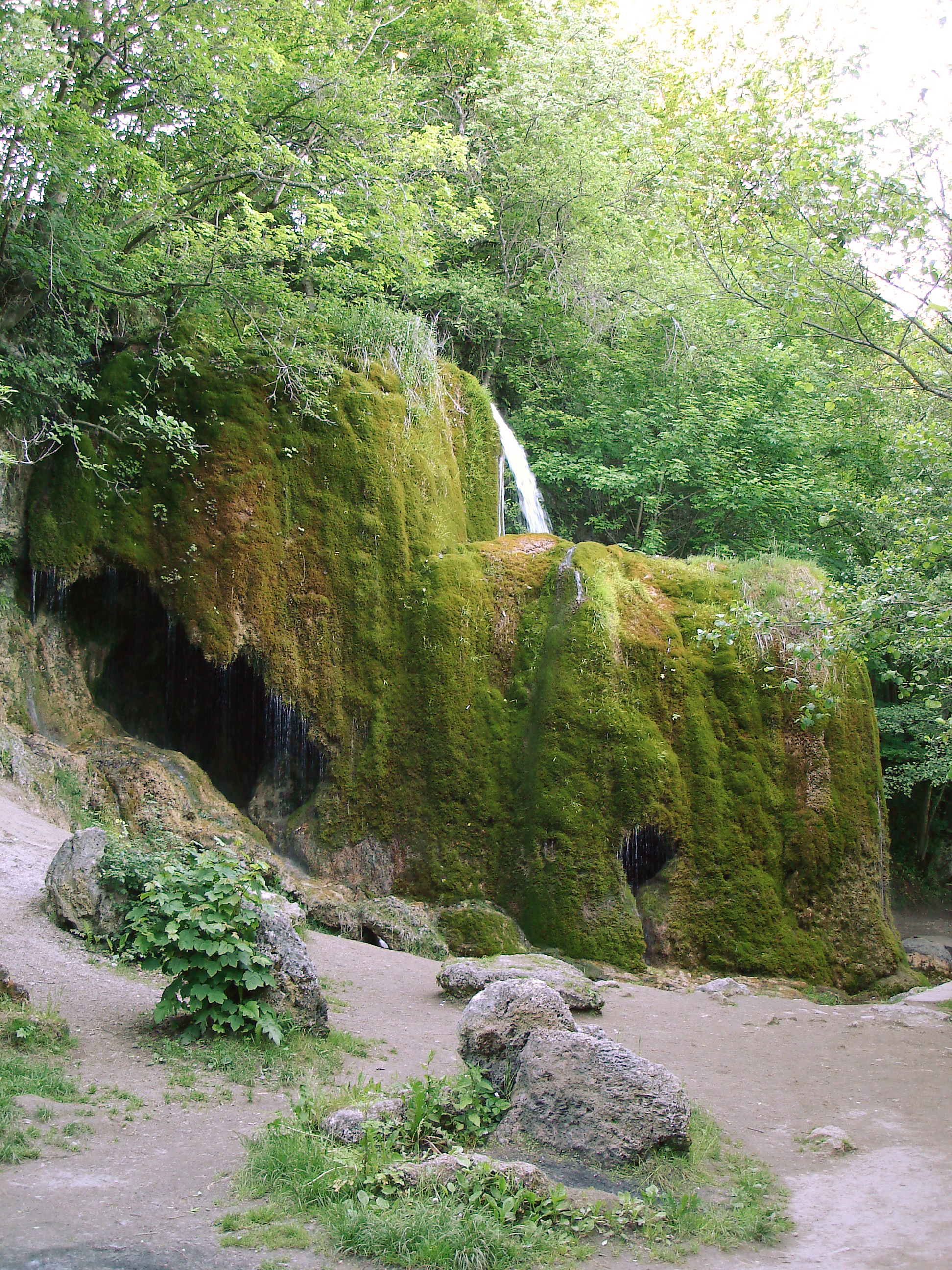